# René van Zinnicq Bergmann
René George Joseph Marie van Zinnicq Bergmann (Berlicum, 24 maart 1963) is een Nederlands acteur en theaterregisseur. In 1989 studeerde Van Zinnicq Bergmann af aan de Toneelschool Arnhem. Hierna volgt een carrière als all-round acteur bij Nederlandse toneelgezelschappen als Toneelgroep De Appel, het Nationale Toneel, het RO Theater en Toneelgroep Amsterdam.
Van Zinnicq Bergmann speelt in vele theaterstukken waaronder: Zoals het u lijkt (Shakespeare), True West, Don Juan, Lulu, Keetje Van Heilbron en Het temmen van de feeks (Shakespeare). Verder speelde hij de rol van Scar in de musical The Lion King in Hamburg. Tevens speelde hij in enkele tv-series, zoals Zeeuws meisje (VPRO kinderserie) en Ben zo terug en is hij gastacteur in onder meer Baantjer en Grijpstra & De Gier. Van Zinnicq Bergmann doceert spelles en organiseert theaterworkshops.
Vanaf januari 2013 speelde Van Zinnicq Bergmann de rol van François van 't Sant in Soldaat van Oranje.
Hij is getrouwd met actrice Anniek Pheifer en samen hebben zij twee zoons. Ze wonen in Haarlem.

## Filmografie
- Eeuwige Erfenis (1988) – Jaap
- Flodder (1993) – agent
- Flodder 3 (1995) – neef van Ruud van Brandwijk
- Dakvorst (korte film, 1997)
- Unit 13 (1998) – Jan Kamphuis
- Het jaar van de opvolging (1998) – Floris Cuijk
- Zeeuws meisje (1998) – Ingenieur
- Toen Tom hoorde dat hij dood was (1998)
- Ben zo terug (1999) – Hiero Sauvigny de Montrachet
- Ha-Burganim (2000) – Johan
- Baantjer (1995–2006) – verschillende rollen (afl. "De Cock en de moord op de oude dame", 1995, "De Cock en de moord met vlagvertoon", 2001)
- De Enclave (2002)
- Grijpstra en de Gier (2005) – Eef Dijkstra
- The Beast in Me (2005) – Sanne
- Offers (2005) – Frits
- Bitches, (2005) – Meneer Meisen de Vree van Vleuten
- Keyzer & De Boer Advocaten (2006) – rechter
- Spoorloos verdwenen (2006) – Mark Klein
- De Ontgoocheling (2006) – Eduard
- Juliana (2006) – Kamerheer Baron Baum.
- Van Speijk (2006–2007) – Eduard Laagveld
- Flikken Maastricht (2008–2010) – René Bruren, de minnaar van Marion Dreesen
- 13 in de oorlog (2010) – Otto de Klerk
- Deadline (2010)
- Rembrandt en ik (2011) – Govert Flinck
- Feuten (2013) – advocaat John Francken
- Smeris (2014–heden) – Jozias Blok
- Flikken Rotterdam (2018) – Van Walbeeck
- Bon Bini: Judeska in da House (2020) - Erik-jan
- Dit is geen kerstfilm (2024) - Martijn